# Ядерна енергетика Сербії
Сербія наразі не має атомних електростанцій. Раніше Інститут ядерних наук «Винча» експлуатував два дослідницькі реактори; РА і РБ. Дослідницькі реактори були поставлені СРСР. Більший із двох реакторів мав потужність 6,5 МВт і використовував радянське паливо зі збагаченого на 80% урану.
15 жовтня 1958 року на одному з дослідницьких реакторів сталася аварія критичності. Шестеро працівників отримали великі дози радіації; один помер незабаром після цього. Інші п'ятеро отримали першу в історії трансплантацію кісткового мозку в Європі.
Програма ядерних досліджень завершилася в 1968 році, а реактори були вимкнені в 1984 році.
У 1986 році велися перемовини з Радянським Союзом щодо будівництва атомної електростанції.
Після Чорнобильської катастрофи 1986 року загальнонаціональна кампанія проти використання ядерної енергії призвела до введення мораторію у вигляді закону в 1989 році, який не тільки забороняв будівництво атомних електростанцій, виготовлення ядерного палива та заводів з переробки використаного ядерного палива, але й криміналізував будь-яку діяльність. У зв’язку з вищезазначеним злочином передбачено покарання у вигляді позбавлення волі на строк до 5 років.
Після розпаду колишньої Югославії 10 березня 1995 року було прийнято новий закон, який підтвердив попередній мораторій, хоча й вилучив суперечливу статтю, пов’язану з ядерним злочином.
10 грудня 2021 року Уряд Сербії та російська державна атомна корпорація "Росатом" підписали угоди про будівництво Центру ядерних технологій і заснували спільну компанію для реалізації проєкту в Сербії.
Закон втратив чинність у листопаді 2024 року. Станом на січень 2025 року Сербія веде переговори з урядом Франції щодо будівництва атомної електростанції.